# کیمانرا
کیمانرا (به اسپانیایی: Caimanera) یک منطقهٔ مسکونی در کوبا است که در استان گوانتانامو واقع شده‌است. کیمانرا ۳۶۶ کیلومتر مربع مساحت و ۱۰٬۵۶۲ نفر جمعیت دارد و ۵ متر بالاتر از سطح دریا واقع شده‌است.